# Маресина, Надежда Семёновна
Надежда Семёновна Маресина (27 февраля 1928, Русская Козловка, Пензенская губерния — 14 апреля 2016, Москва) — передовик советского сельского хозяйства, овцевод колхоза имени Ленина Атюрьевского района Мордовской АССР, Герой Социалистического Труда (1966).

## Биография
Родилась 27 февраля 1928 года в деревне Русская Козловка (ныне — в Атюрьевском районе Республики Мордовия) в крестьянской семье. Русская.
Завершив обучение в начальной школе, в 1942 году трудоустроилась в местный колхоз имени Ленина, в полеводческую бригаду. В 1949 году перешла работать на овцеводческую ферму.
Надежда Семёновна показывала наилучшие результаты по Мордовской АССР, получала более 130 ягнят на 100 овцематок и по 5 кг шерсти настрига от каждой овцы ежегодно.
Указом Президиума Верховного Совета СССР от 22 марта 1966 года за достигнутые успехи в развитии животноводства, увеличении производства и заготовок мяса, молока, яиц, шерсти и другой продукции Надежде Семёновне Маресиной было присвоено звание Героя Социалистического Труда с вручением ордена Ленина и медали «Серп и Молот».
В 1964 году избиралась депутатом Верховного Совета Мордовской АССР. С 1964 по 1984 годы продолжала трудиться на молочно-товарной ферме.
В 1991 году подверглась нападению разбойников, которые проникли к ней в дом с целью хищения наград. Преступников поймали, а награды вернули.
Последние годы жизни проживала в Москве. Умерла 14 апреля 2016 года. Похоронена на Востряковском кладбище города Москвы.

## Награды
- золотая звезда «Серп и Молот» (22.03.1966)
- орден Ленина (22.03.1966)
- другие медали.

Почётный гражданин Атюрьевского района республики Мордовия.